# Swan upping

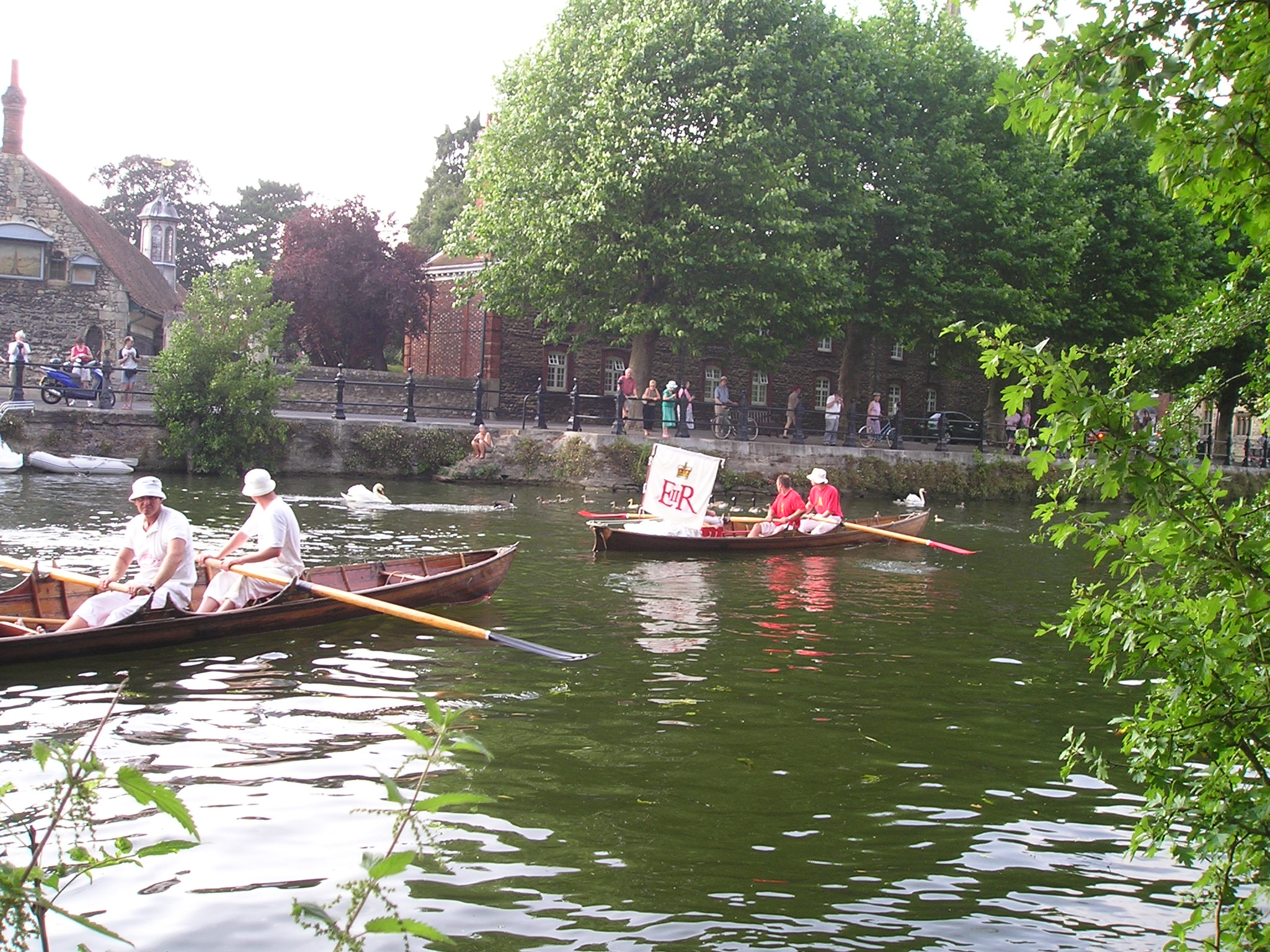
2006 års svanupptagning på Themsen.

Swan upping (svenska: ungefär svanupptagning) är en årlig brittisk traditionell ceremoni där knölsvanar på floden Themsen fångas in, kontrolleras, ringmärks, och sedan släpps tillbaka i det fria. Traditionen med svanupptagning stammar från 1100-talet.

## Historik

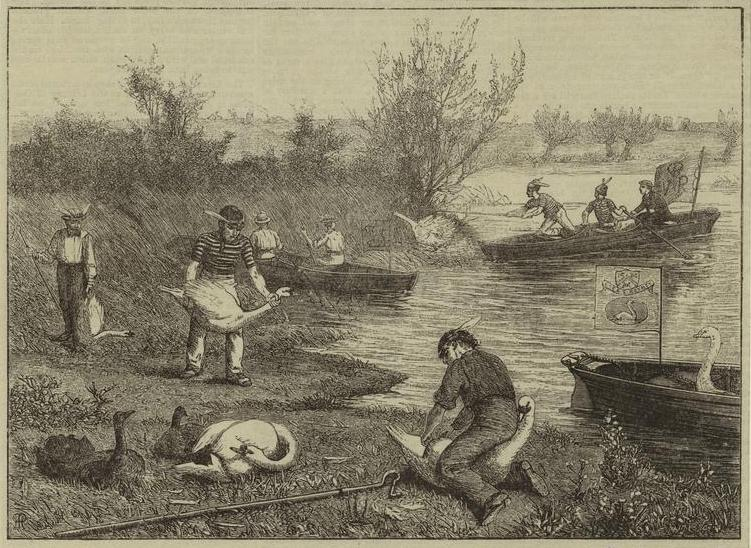
Illustration av svanupptagning från 1875.

I Storbritannien ingår omärkt knölsvan på öppet vatten sedan medeltiden i det kungliga prerogativet, det vill säga att de anses tillhöra monarken.
Traditionen att kontrollera antalet knölsvanar i Themsen stammar från 1100-talet. Det var ett sätt för kungamakten att ha kontroll över sitt vilt, då svan tidigare var något av en delikatess som åts av kungahuset vid festligare tillfällen.
Numera äts inte längre svanarna upp av kungahuset, och knölsvanen är dessutom en fridlyst art i Storbritannien. Svanupptagningen har med tiden skiftat från att vara en faktisk kontroll av monarkens vilt, till en mer ceremoniell tradition, till att numera vid sidan av det ceremoniella även fylla en viltvårdande funktion.

## Beskrivning
För att genomföra svanupptagningen har kungahuset utsett en svanräknare (engelska: Marker of the Swans). Det är ett officiellt ämbete inom den brittiska hovstaten.

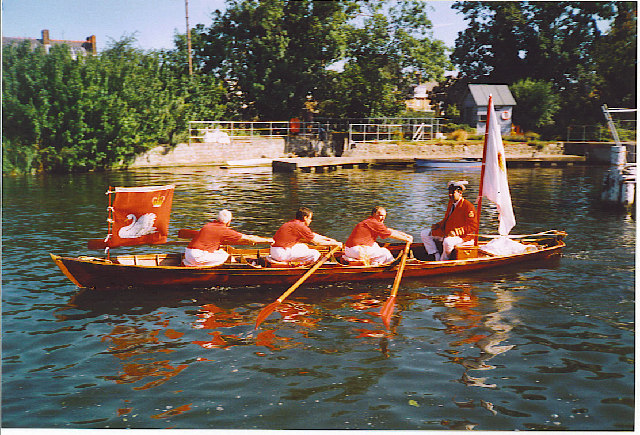
Den kungliga svanmärkaren påbörjar rodden i Sunbury för 2004 års svanupptagningen.

Svanmärkaren och dennas underlydande ror i klassiska långsmala träbåtar på Themsen från Sunbury väster om London till Abingdon i Oxfordshire. Utmed floden plockas knölsvanarna, såväl vuxna individer som ungar, upp för att räknas, märkas, vägas och få sin hälsa undersökt innan de släpps igen.